# ألوف (اسم)
أَلْوَف هو اسم علم للمذكر والمؤنث من أصل عربي، ومعناه هو كثير الألفة والمحبة أو كثيرتهما.